# Ivanovci (żupania osijecko-barańska)
Ivanovci – wieś w Chorwacji, w żupanii osijecko-barańskiej, w mieście Valpovo. W 2011 roku liczyła 460 mieszkańców.